# Mark Bernstein
Pour les articles homonymes, voir Bernstein.
Mark Israïlévitch Bernstein (en russe : Марк Израйлевич Бернште́йн ; en biélorusse : Марк Ізрайлевіч Бернштэйн), né le 19 août 1965 à Minsk, est un blogueur biélorusse et contributeur à Wikipédia en langue russe, connu sous le pseudonyme de Pessimist2006, basé à Minsk. 
En mars 2022, Mark Bernstein est arrêté par les forces de sécurité biélorusses de la GUBOPiK. Il est dans un premier temps détenu 15 jours pour « désobéissance à un ordre ou à une demande légitime d'un fonctionnaire dans l'exercice de ses pouvoirs officiels ». Sa détention est toutefois liée à la nouvelle loi russe sur la divulgation de fausses informations, alors qu'il participe à la rédaction d'articles de Wikipédia sur l'invasion de l'Ukraine par la Russie en 2022.
Au terme des 15 jours, Mark Bernstein n'est pas libéré et est poursuivi pour « organisation et préparation d'actions portant gravement atteinte à l'ordre public, ou participation active à celles-ci ». À la suite de son procès qui s'est déroulé le 23 juin 2022, il est condamné à trois années d'assignation à résidence.

## Contributeur de Wikipédia en russe
Mark Bernstein est actif sur la Wikipédia en russe à partir de 2009,. Il est l'un des cinquante contributeurs les plus prolifiques de la Wikipédia en russe avec plus de 200 000 contributions à son actif.
Dans une interview, il estime que sa meilleure réalisation sur Wikipédia en 2009 est son travail sur un article relatif à la censure en Union soviétique, étayé par environ 250 sources. Mark Bernstein conseille aux nouveaux contributeurs à Wikipédia de commencer par apprendre en prenant exemple sur les façons de contribuer de wikipédiens expérimentés, et d'être prêts à travailler avec des contributeurs ayant des points de vue très différents et souvent opposés, ce qu'il voit comme la clé du développement d'articles sur Wikipédia.

## Détention en 2022
Un débat entre wikipédiens surgit sur le titre de l'article en russe « Invasion russe de l'Ukraine (2022) », que certains estiment enfreindre la neutralité de point de vue, ce à quoi Mark Bernstein répond que « les troupes russes ont envahi le territoire de l'Ukraine. C'est juste un fait, pas un point de vue ».
Le 10 mars 2022 sur une chaîne de messagerie en ligne de propagande russe Telegram, un internaute surnommé Mrakoborets (lit. « Auror », une référence à Harry Potter) publie des informations privées sur Mark Bernstein et l'accuse d'avoir enfreint une nouvelle loi russe contre la publication de fausses nouvelles. Il affirme que ses modifications d'articles Wikipédia sur l'invasion russe de l'Ukraine en 2022 violent cette nouvelle loi signée par Vladimir Poutine début mars 2022,,.
Le 11 mars 2022, la Direction générale biélorusse de lutte contre le crime organisé et la corruption (GUBOPiK) arrête Mark Bernstein à Minsk. Les chaînes Telegram pro-gouvernementales publient un enregistrement vidéo de sa détention et l'accusent d'avoir diffusé des fausses informations anti-russes,.
Le 12 mars 2022, il est condamné à 15 jours d'arrêt pour « désobéissance à un ordre ou à une demande légitime d'un fonctionnaire » (article 24.3 du Code administratif de Biélorussie). Selon le Centre des droits de l'homme Viasna, il est détenu dans la prison d'Okrestina à Minsk. 
Selon le journal biélorusse Nacha Niva, Mark Bernstein n'a pas été libéré au terme de sa peine d'emprisonnement de 15 jours. Il fait dorénavant l'objet de poursuites pénales pour « organisation et préparation d’actes portant gravement atteinte à l’ordre public » (article 342.1 du Code pénal de Biélorussie). Sa demande de libération sous caution a été refusée. Il est transféré au centre de détention provisoire de la rue Volodarsky à Minsk, (СИЗО 1, Минск) connu pour ses conditions sévères de détention.
Plusieurs organisations de défense des droits humains, dont Viasna, considèrent Mark Bernstein comme un prisonnier politique.

## Procès et jugement
Le procès de Mark Bernstein s'est déroulé le 23 juin 2022, date à laquelle le tribunal du raïon Zavodskoï (en) à Minsk a commencé à examiner son dossier. La juge saisie est Anastasia Ossiptchik. Elle a rendu son verdict le 24 juin 2022. Mark Bernstein est condamné à trois années de « chimie domestique » ce qui signifie qu'il n'a pas dû réintégrer la prison mais qu'il sera assigné à résidence sous la surveillance constante de la police. Il a donc été libéré à la fin de l'audience. Ses premiers mots à l'issue du procès ont été : « Je suis libre. Je suis en bonne santé physique et mentale. Merci à tous pour votre soutien ».

### Réactions
Le 11 mars 2022, un porte-parole de la Fondation Wikimédia, qui héberge Wikipédia et les autres projets du mouvement Wikimedia, contacté pour commenter l'emprisonnement de Mark Bernstein, déclare que « les équipes de Confiance et Sécurité et Droits Humains de la fondation suivent de près la crise en cours en Ukraine et sont en contact rapproché avec les communautés [Wikimedia] dans la région pour assurer leur sécurité et répondre à leurs besoins ».

## Publications
- (ru) Mark Bernstein, « Ядро редакторов Википедии не будет поддаваться никакому диктату » [Les principaux éditeurs de Wikipédia ne succomberont à aucun diktat], entretien avec Elena Borel (Елена Борель), 31 mars 2014, Encyclopedia.ru [lire en ligne].
- (ru) Pavlina Kaltavichanka, Википедия Будет Противостоять Цензуре [Mark Bernstein : Wikipédia résistera à la censure], 7 décembre 2012, eurobelarus.info [lire en ligne].